# Plan Chanjalé
Plan Chanjalé är en ort i Mexiko.   Den ligger i kommunen Tapachula och delstaten Chiapas, i den sydöstra delen av landet, 900 km sydost om huvudstaden Mexico City. Plan Chanjalé ligger 1 363 meter över havet och antalet invånare är 246.
Terrängen runt Plan Chanjalé är bergig österut, men västerut är den kuperad. Runt Plan Chanjalé är det ganska tätbefolkat, med 172 invånare per kvadratkilometer. Närmaste större samhälle är Cacahoatán, 19,4 km söder om Plan Chanjalé. I omgivningarna runt Plan Chanjalé växer i huvudsak städsegrön lövskog.